# Daisuke Murakami
Daisuke Murakami (jap. 村上大輔 Murakami Daisuke; ur. 18 maja 1983 w Sapporo) – japoński snowboardzista. Jego najlepszym wynikiem olimpijskim jest 19. miejsce w halfpipe’ie na igrzyskach olimpijskich w Salt Lake City. Jego najlepszym wynikiem na mistrzostwach świata w snowboardzie było 14. miejsce w halfpipe’ie na mistrzostwach w Arosa. Najlepsze wyniki w Pucharze Świata w snowboardzie osiągnął w sezonie 2000/2001, kiedy to zajął 42. miejsce w klasyfikacji generalnej, a w klasyfikacji halfpipe’a był siódmy.

## Sukcesy

### Igrzyska olimpijskie
| Miejsce | Dzień     | Rok  | Miejscowość    | Konkurencja | Zwycięzca   |
| ------- | --------- | ---- | -------------- | ----------- | ----------- |
| 19.     | 11 lutego | 2002 | Salt Lake City | Halfpipe    | Ross Powers |
| 27.     | 17 lutego | 2010 | Vancouver      | Halfpipe    | Shaun White |

### Mistrzostwa Świata
| Miejsce | Dzień       | Rok  | Miejscowość          | Konkurencja | Zwycięzca        |
| ------- | ----------- | ---- | -------------------- | ----------- | ---------------- |
| 22.     | 27 stycznia | 2001 | Madonna di Campiglio | Halfpipe    | Kim Christiansen |
| 35.     | 17 stycznia | 2003 | Kreischberg          | Halfpipe    | Markus Keller    |
| 14.     | 20 stycznia | 2007 | Arosa                | Halfpipe    | Mathieu Crepel   |

### Puchar Świata

#### Miejsca w klasyfikacji generalnej
- 1999/2000 – 127.
- 2000/2001 – 42.
- 2001/2002 – –
- 2002/2003 – –
- 2003/2004 – –
- 2004/2005 – –
- 2005/2006 – 78.
- 2006/2007 – 54.
- 2007/2008 – 125.
- 2008/2009 – 119.
- 2009/2010 – 63.

#### Miejsca na podium
1. Whistler – 10 grudnia 2000 (Halfpipe) – 2. miejsce
2. Saas-Fee – 23 listopada 2006 (Halfpipe) – 3. miejsce
3. Kreischberg – 7 stycznia 2010 (Halfpipe) – 1. miejsce